# Недетское кино (сериал)
«Неде́тское кино́» — российский комедийный телесериал. В главных ролях: Александр Головин, Кай Алекс Гетц, Диана Енакаева, Настасья Самбурская, Александра Ребенок, Александр Яцко, Евгений Овчинников.
Премьера состоялась 1 января 2024 года в онлайн-кинотеатре Wink.
Телевизионная премьера сериала состоялась 12 июня 2024 года на телеканале «СТС».

## Сюжет
Даня (Кай Алекс Гетц) — обычный школьник со скромным характером и заветной мечтой — найти родного отца. Помимо этого он намеревается наладить далекие от идеальных отношения с мамой и бабушкой и совершить какой-нибудь подвиг ради школьной подруги Таисии (Диана Енакаева), с которой они уже много лет неразлучны.
Однажды во время прогулки Даня и Таисия случайно открывают портал из магического мира в реальный, запустив в современный мир богатыря Даньслава (Александр Головин), Кикимору (Александра Ребёнок), Кощея Бессмертного (Александр Яцко) и ещё несколько не самых дружелюбных персонажей. Появление сказочных героев вдохновляет друзей принять участие в киноконкурсе, ведь шансы на победу велики, если удастся снять фильм с настоящим богатырём в кадре.
Только у каждой медали две стороны: открыв портал в сказку, Таисия и Даня нарушили вселенское равновесие, и теперь миру грозит катастрофа. Ребятам придётся придумать способ всё исправить, а по пути разобраться с семейными трудностями и проверить на прочность свою дружбу…

## Производство
Сериал снят Black Box Production совместно с «НМГ Студией» и АНО «Большая перемена» при поддержке АНО «Институт развития интернета» по заказу онлайн-кинотеатра Wink.
За основу «Недетского кино» взята повесть Владислава Крапивина «Синий город на Садовой», однако сюжет сериала был переработан практически до неузнаваемости.
Съёмочный процесс проходил в Туле с 24 июля по 1 августа 2023-го. Основные локации — Тульский кремль, Казанская набережная, местный Государственный исторический музей.
Трейлер сериала вышел 4 декабря 2023 года.

Презентация сериала прошла в Туле. Проект представила команда создателей. Режиссёр Александр Богуславский сказал, что город покорил всех своей красотой, поэтому команда старалась «объединить красоты древнего города Тула и графику из компьютерной игры Battle Teams 2».
Павел Сарычев, продюсер: «Первый показ нашего сериала мы проводим в городе, который стал одним из героев нашего сериала, — Туле. Это наша благодарность всем жителям города за радушный приём. В этом городе мы нашли всё, начиная от объектов для съёмок и заканчивая профессионалами в области кинопроизводства, которые помогли нашему кино состояться».
Светская премьера, на которую были приглашены известные артисты с детьми и популярные у подростков блогеры (Likee Black2white, Nastenka Kosh, Виктория Андриенко и другие) состоялась 23 декабря 2023 года в кинотеатре в Музее Москвы.
Премьера состоялась 1 января 2024 года на платформе онлайн-кинотеатра Wink.

## Актёры и персонажи

### Главные роли
| Актёр               | Роль         |
| ------------------- | ------------ |
| Александр Головин   | Даньслав     |
| Александр Яцко      | Кощей        |
| Александра Ребёнок  | Кикимора     |
| Диана Енакаева      | Таисия       |
| Евгений Овчинников  | Леший        |
| Кай Алекс Гетц      | Даня         |
| Настасья Самбурская | Жаба Жабовна |

### Роли второго плана / эпизоды
| Актёр                   | Роль                        |
| ----------------------- | --------------------------- |
| Александр Булатов       | Тарасов                     |
| Александр Дзюба         | охранник                    |
| Александр Мякушко       | рыбак                       |
| Алёна Яблочная          | Алевтина Аркадьевна         |
| Анастасия Носова        | журналистка                 |
| Андрей Барабаш          | Козлов, полицейский         |
| Андрей Капустин         | врач                        |
| Андрей Москвичёв        | преподаватель ОБЖ           |
| Андрей Мясников         | Сокол, бандит               |
| Анна Ичетовкина         | Фотинья                     |
| Анна Капалева           | Светлана, жена Васькина     |
| Антон Никушин           | злодей                      |
| Владимир Иваний         | ветеринар                   |
| Дарья Калашникова       | волонтёр                    |
| Денис Сладков           | Иван, отец Марфы            |
| Евгений Востриков       | Игорёк                      |
| Егор Князев             | Долматов                    |
| Игорь Серебряный        | препод по истории           |
| Илья Хвостиков          | Бачок, бандит               |
| Екатерина Кучма         | Марфа                       |
| Иван Левин              | полицейский                 |
| Игорь Серебряный        | учитель истории             |
| Инна Пешкова            | директор                    |
| Константин Хрустачев    | архитектор                  |
| Любовь Коковина         | девушка с длинными волосами |
| Максим Табарчук         | Ломакин                     |
| Марина Антонова         | водитель троллейбуса        |
| Марина Дианова          | эскурсовод                  |
| Мариэтта Цигаль-Полищук | Баба Яга                    |
| Мария Бречалова         | Ольга Ивановна, мать Марфы  |
| Мария Шумакова          | мама Дани                   |
| Михаил Локшин           | преподаватель по литературе |
| Михаил Шамков           | Иван, секретарь Жабы        |
| Наталья Шустина         | кассирша                    |
| Никита Тарасов          | изобретатель                |
| Олег Сурнов             | человек в костюме           |
| Ольга Прокофьева        | бабушка Дани                |
| Ольга Сопова            | Лена, секретарша Васькина   |
| Павел Савинов           | архитектор                  |
| Павел Харланчук         | Орловский                   |
| Полина Щагина           | Свидерская                  |
| Ринат Исламов           | грузчик                     |
| Светлана Ковалькова     | администратор в кафе        |
| Сергей Брежнев          | Теодор                      |
| Сергей Галькевич        | полицейский                 |
| Сергей Набирухин        | Авдей                       |
| Сергей Фролов           | Бальмонт                    |
| Софья Скальская         | девочка с розовыми волосами |
| Тимур Абитов            | Лысый                       |
| Юлия Башорина           | мороженщица                 |
| Юрий Скулябин           | Костыль, бандит             |
| Юрий Чурсин             | отец Таисии                 |
| Ярослав Петрашко        | учитель физики              |

## Сезоны и серии
| Серия | Дата выхода   |
| ----- | ------------- |
| 1     | 1 января 2024 |
| 2     | 1 января 2024 |
| 3     | 1 января 2024 |
| 4     | 1 января 2024 |
| 5     | 1 января 2024 |
| 6     | 1 января 2024 |
| 7     | 1 января 2024 |
| 8     | 1 января 2024 |
| 9     | 1 января 2024 |
| 10    | 1 января 2024 |
| 11    | 1 января 2024 |
| 12    | 1 января 2024 |

## О сериале
Александр Головин, актёр:
«Это лёгкая и добрая сказка о людях, о дружбе, о любви. Съёмочный процесс был потрясающий, что ни смена, то очередное приключение: то съёмки в переполненном троллейбусе в 30-градусную жару, то на высоте в старинной часовне, то в ледяной воде, но всегда со смехом и весельем. Я до этого никогда не играл богатыря, чтобы прямо в гриме, кольчуге, по-серьёзному, так сказать, поэтому роль Даньслава показалась мне очень заманчивой. Он мой любимый персонаж, потому что он очень добрый, честный и позитивный, но самое главное — влюбленный. А когда человек влюблённый, он творит чудеса».
Александр Богуславский, режиссёр:
«Это история о том, что сказка живёт среди нас и каждый может с ней встретиться. Здесь мы осовременили сказочных персонажей и в целом постарались подойти к образам небанально, придумать для каждого интересные особенности, но при этом учитывать „базу“ — то, на чём основана мифология».
Анна Озар, автор сценария:
«Картина о подростках, однако интересна она будет не только тинейджерам, но и взрослым. В сериале хоть и комично, но затрагиваются серьёзные взрослые вопросы, например в канву сюжета мастерски вплетены линии классического конфликта отцов и детей. А в целом это хорошее семейное кино. Это кино для всех. Мы выбрали формат сказочного сериала, потому что это более доступный формат».
Кай Гетц, актёр:
«Даня очень любопытный и ищет приключений на свою пятую точку, и этим мы очень схожи с моим персонажем. Но мне кажется, что все подростки такие. Я играл самого себя. Наш сериал — абсолютно семейное кино, рассчитанное на широкую аудиторию, и я надеюсь, что у нас получилось сделать хорошее кино. Это лёгкая и добрая сказка о людях, о дружбе, о любви. Съёмочный процесс был потрясающий, и мне было очень интересно и комфортно работать с профессиональными актёрами».

## Критика
Зрители на сайтах отзывов пишут: «В сравнении с почти таким же по сюжету, но полностью другим „Волшебным участком“, здесь и смотреть не на что. В первом хоть как то поживее что ли развивались события; хорошо сказку передали в современность; каст неплохой в плюс тоже ему пошёл и их игра была много лучше, что естественно сказалось на восприятии и рейтинге, а в детско-недетском не тянул никто и ничем»; «Актёров под пытками заставляли играть так плохо? Я не кинокритик и не имею никакого театрального образования, но даже мне казалось, что известные артисты, которых я видел в других фильмах, работают очень плохо! На новогоднем утреннике в детском саду воспитатели изображают Кикимору и Бабу Ягу намного симпатичнее… Зачем они постоянно кричат? Глаза топорщат, гримасничают? Режиссёрский ход? Бывший кадет — Александр Головин — показывает верх наигрыша, будто боится, что зритель не поймёт, что он играет глупого богатыря… Кто писал этот текст? Кто сочинял эти диалоги? Вот здесь авторы очень постарались! Точнее, вообще не старались. Сценарист, видимо, просил своих детей написать диалоги, а шутки в сериале генерировала нейросеть! В некоторых места текст вызывает „испанский стыд“, слушать и слышать их стыдно».
Кинокритик портала RusActors рассуждает: «Что же пошло не так? При довольно интересной задумке, подкачала общая подача сюжета. Почему-то увлекательную историю решили превратить в балаган, с зачастую бессмысленной суетой. Главным катализатором данного балагана выступил герой Александра Головина богатырь Даньслав. В этой связи вспоминается сериал „Гусар“, где также герой перемещался из прошлого в настоящее и вёл себя неадекватно. Но герой Харламова был, во-первых, смешной, а во-вторых, обладал определённой харизмой. С Даньславом этого не произошло. Авторы превратили персонаж в какого-то идиота, который во всех ситуациях выглядит не смешно, а просто глупо. Да и с гримом подкачали — волосы и борода на Даньславе смотрелись откровенно бутафорскими».